# Sentinels of Justice
Sentinels of Justice è un'organizzazione immaginaria di supereroi. Il fumetto fu pubblicato dalla Americomics (alias AC Comics) nel 1983 durante un periodo molto breve in cui alla AC era permesso di pubblicare i personaggi della Charlton Comics, prima dell'acquisizione di questi da parte della DC Comics. La squadra consisteva di Capitan Atomo, Blue Beetle, The Question e Nightshade. La prima ed unica comparsa di questa squadra avvenne in Americomics Special n. 1 (agosto 1983).

## Storia
L'editore e capo scrittore della AC Comics, Bill Black, pianificò l'uscita di una squadra di supereroi dal nome Sentinels of Justice, quando fu contattato dalla Charlton Comics con la richiesta che la AC fornisse materiale per il fumetto Charlton Bullseye. Il concetto della squadra fu subito rivisto, con una lista di personaggi della Charlton. Bullseye fu cancellato prima che la storia venisse pubblicata, ma alla AC fu permesso di pubblicare il materiale già preparato per la Charlton.
Dopo che la AC ricevette la notizia che la serie fu cancellata, Bill Black ritornò al suo piano originale per la squadra, consistente di personaggi originali della Americomics, Captain Paragon, Nightveil, Stardust, Commando D e Scarlet Scorpion. Comparve un annuncio per una casa, per le Sentinelle della Giustizia, sul retro della copertina della prima avventura pubblicata con protagonisti i personaggi della Charlton.
Un rilancio della squadra avvenne in Femforce n. 59 con i membri derivanti dal progetto Vault of Heroes.

## Membri

### Versione della Charlton Comics
| Personaggio   | Vero Nome         | Unitosi in                             | Note |
| ------------- | ----------------- | -------------------------------------- | ---- |
| Capitan Atomo | Allen Adam        | Americomics Special n. 1 (agosto 1983) |      |
| Blue Beetle   | Ted Kord          | Americomics Special n. 1 (agosto 1983) |      |
| The Question  | Victor (Vic) Sage | Americomics Special n. 1 (agosto 1983) |      |
| Nightshade    | Eve Eden          | Americomics Special n. 1 (agosto 1983) |      |

### Versione della AC Comics

#### Membri fondatori
| Personaggi                     | Vero Nome        | Unitosi in                                    | Note                                         |
| ------------------------------ | ---------------- | --------------------------------------------- | -------------------------------------------- |
| Captain Paragon/Paragon        | Charlie Starrett | Captain Paragon and Sentinels of Justice n. 1 | consigliere/addestratore del gruppo corrente |
| Nightveil alias Blue Bulleteer | Laura Wright     | Captain Paragon and Sentinels of Justice n. 1 | membro dei Femforce                          |
| Stardust                       | Mara             | Captain Paragon and Sentinels of Justice n. 1 | membro dei Femforce                          |
| Commando D                     | Kon-Nor          | Captain Paragon and Sentinels of Justice n. 1 | consigliere/addestratore del gruppo corrente |
| Scarlet Scorpion               | Mike McCluskey   | Captain Paragon and Sentinels of Justice n. 1 | consigliere/addestratore del gruppo corrente |

#### Nuova squadra
Questa versione comparve in Femforce dal n 58 al n. 60.
| Personaggio                      | Vero Nome                  | Unitosi in  | Note                                                            |
| -------------------------------- | -------------------------- | ----------- | --------------------------------------------------------------- |
| American Crusader                | Archibald "Archie" Masters | Femforce 58 |                                                                 |
| Avenger                          | Roger Wright               | Femforce 58 |                                                                 |
| Black Venus                      |                            | Femforce 58 |                                                                 |
| Captain Flash                    | Professor Keith Spencer    | Femforce 58 |                                                                 |
| Cat-Man                          | David Merryweather         | Femforce 58 |                                                                 |
| Darkfire                         |                            | Femforce 58 | si unì ai FearForce sotto copertura                             |
| Green Lama                       | Jethro Dumont              | Femforce 58 | Deceduto in Femforce 60                                         |
| Hood                             |                            | Femforce 58 |                                                                 |
| Jet Girl                         |                            | Femforce 58 |                                                                 |
| Kitten                           | Katie Conn                 | Femforce 58 |                                                                 |
| Miss Masque                      | Diana Adams                | Femforce 58 |                                                                 |
| Paragon alias Miss Victory & Rad | Jennifer Burke             | Femforce 58 | Ora la criminale Rad                                            |
| Reddevil                         | Bart Hill                  | Femforce 58 | Il Daredevil della Lev Gleason Publications sotto un altro nome |
| Rocketman                        |                            | Femforce 58 |                                                                 |
| Yankee Girl                      | Lauren Mason               | Femforce 58 |                                                                 |